# Kerekes László (színművész)
Kerekes László (Debrecen, 1961. augusztus 23. – 2000. július 29.) Jászai Mari-díjas magyar színész.

## Életpálya
1984-ben Kerényi Imre osztályában színészként diplomázott a Színház- és Filmművészeti Főiskolán. Pályáját Zalaegerszegen a Hevesi Sándor Színházban kezdte. 1991-től a szolnoki Szigligeti Színház, 1993-tól a nyíregyházi Móricz Zsigmond Színház tagja volt. Játszott a Madách Színházban és a Bárka Színházban is. 2000-ben Jászai Mari-díjat kapott. 38 évesen hunyt el.

## Fontosabb színházi szerepei
- Ann Jellicoe: A csábítás trükkje...Colin
- Lope de Vega: A kertész kutyája...Fabio
- Eugene O’Neill: Egy igazi úr...Mickey Maloy
- Katona József: Jeruzsálem pusztulása...Júdás; toronyőr
- Bertolt Brecht: Kurázsi mama és gyermekei...Stüsszi
- Görgey Gábor: Komámasszony, hol a stukker?...K. Müller
- Johann Wolfgang von Goethe: Egmont...Brackenburg
- Molière: Tartuffe...Tartuffe
- Pozsgai Zsolt: Horatio...Fortinbras
- Mihail Afanaszjevics Bulgakov: Kutyaszív...kutya
- Herczeg Ferenc: Kék róka...Pál
- William Shakespeare: Macbeth...Macduff, skót nemes
- William Shakespeare: IV. Henrik...Clarence
- William Shakespeare: Ahogy tetszik...Orlando
- William Shakespeare: Othello...Jago
- William Shakespeare: A velencei kalmár...Marokkó hercege
- William Shakespeare: Hamlet...Claudius
- Anton Pavlovics Csehov: Ványa bácsi...Vojnyickij (Ivan Petrovics)
- Anton Pavlovics Csehov: Három nővér...Versinyin
- Anton Pavlovics Csehov: Cseresznyéskert..Jasa
- Fábri Péter: Rinaldo Rinaldini...Altaverde
- Tennessee Williams: Üvegfigurák...Jim O' Connor
- Simon Gray: Kicsengetés...Henry Windscape
- Heltai Jenő: A néma levente...Beppo
- Iszaak Emmanuilovics Babel: Húsvét...Szasa Komjajev
- Friedrich Dürrenmatt: Ötödik Frank...Richard Egli
- George Bernard Shaw: Szent Johanna...Baudricourt
- Móricz Zsigmond – Venyige Sándor: Tündérkert...Imreffy
- Szerb Antal: Utas és holdvilág...Mihály
- Jókai Mór – Mohácsi János: Itt a vége, pedig milyen unalmas napnak indult...Sir Edgar of Morton
- Örkény István: Magyar Panteon...Hóember; Auspitz; II. ÁVO-s; Hullamosó; Ápoló; Rabbi; Rendőr
- Faragó Béla – Mohácsi István – Mohácsi János: Krétakör...szereplő
- A viszontlátás trilógiája...Lothar

## Filmek, tv
- Özvegy és leánya (sorozat) Fejedelmi vadászat című rész (1983)
- Oscar Wilde: Salome (1988)...Egy názáreti
- Angyalbőrben (sorozat) Elveszett szakasz című rész (1991)
- Szomszédok (sorozat) 111. rész (1991)...Recepciós
- Frici, a vállalkozó szellem (sorozat) 24. rész (1993)
- Nevezzük szerelemnek
- Patika (sorozat) 8. rész; 12. rész (1995)...Rendőr
- Itt a vége, pedig milyen unalmas napnak indult (1995)...Morton
- Kisváros (sorozat)
  - Extázis című rész (1996)
  - Cserbenhagyás című rész (1997)
  - Egy kis vitamin című rész (1997)
  - Az idegen lány című rész (1997)

## Díjai, elismerései
- OSTAR-díj a legjobb férfialakításért (1997)
- Jászai Mari-díj (2000)